# کمکوپا، آنگولا
کمکوپا (به انگلیسی: Camacupa (General Machado, Vila General Machado)) شهری در استان بیه واقع در کشور آنگولا است که در سال ۲۰۰۹ میلادی ۱۲٬۴۶۳ نفر جمعیت داشته است.